# La Victoire en chantant
La Victoire en chantant (bra: Preto e Branco em Cores, ou Negros e Brancos a Cores) é um filme de comédia franco-marfinense de 1976, dirigido por Jean-Jacques Annaud.
Filme que marca a estreia de Annaud na direção, foi indicado ao Oscar de melhor filme internacional na edição de 1977, representando a Costa do Marfim.

## Elenco
- Jean Carmet - Sergeant Bosselet
- Jacques Dufilho - Paul Rechampot
- Catherine Rouvel - Marinette
- Jacques Spiesser - Hubert Fresnoy
- Maurice Barrier - Caprice
- Benjamin Memel Atchory